# Подводные лодки типа A26
Подводные лодки типа A26 (также известные как подводные лодки типа «Блекинге») — подводные лодки следующего поколения, разработанные для ВМС Швеции компанией Kockums . Проект, стартовавший в начале 1990-х годов, первоначально назывался "U-båt 2000 " и планировался к завершению к концу 1990-х или началу 2000-х годов. С окончанием холодной войны военно-морская угроза со стороны Советского Союза исчезла, и новый класс подводных лодок был признан ненужным. Проект бездействовал в течение многих лет до середины 2000-х годов, когда возникла необходимость в замене подводных лодок типа «Сёдерманланд». Первоначально скандинавские страны намеревались сотрудничать в разработке лодок типа Viking, но отказ Дании от строительства подводных лодок вынудил Kockums действовать самостоятельно.
В феврале 2014 года проект был отменён из-за разногласий между новыми немецкими владельцами Kockums, ThyssenKrupp, и правительством Швеции. ThyssenKrupp отказалась отправить полное предложение любому потенциальному покупателю и потребовала, чтобы каждый покупатель оплатил всю разработку, а не разделял расходы. Отмена привела к инциденту с изъятием оборудования Kockums 8 апреля 2014 года. Согласно протоколу, шведское правительство изъяло всё оборудование, принадлежащее Управлению материально-технического обеспечения обороны (Швеция), а также все секретные чертежи и изображения, используя вооружённый эскорт. По приказу менеджера сотрудники Kockums попытались саботировать захват, заперев ворота, когда бригада и эскорт всё ещё находились внутри.
18 марта 2015 года Maritime Today сообщила, что проект был возобновлён после того, как правительство Швеции разместило официальный заказ на две подводные лодки A26 максимальной общей стоимостью 8,2 миллиарда шведских крон (примерно 945 миллионов долларов США по состоянию на 18 марта 2015 года). Согласно статье, ранее в июне 2014 года Saab и FMV (Шведское управление оборонных материалов) подписали письмо о намерениях относительно развития подводных сил Швеции в период 2015—2024 годов. К этому времени Kockums был приобретён компанией Saab. Заказ на две подводные лодки A26 был размещён в компании, которая сейчас называется SAAB Kockums. Лодки предполагалось передать флоту не позднее 2022 года, однако впоследствии срок был перенесён.

## Функции
Новая подводная лодка должна была стать улучшенной версией лодок типа «Готланд», которые в 2015—2017 годах, по словам Пера Сканца, координатора разработки в штаб-квартире морской пехоты в Стокгольме, считались уже устаревшими. Ориентировочное водоизмещение новой лодки составляло 1900 тонн, а численность экипажа — от 17 до 31 человека. Меморандум о военном бюджете на 2008—2010 годы, направленный министру обороны верховным главнокомандующим Хоканом Сиреном, требует, чтобы лодки этого типа были не дороже лодок типа Gotland (около 1,5 миллиарда шведских крон). Новая подводная лодка предназначается для действий в океане, чего раньше не хватало шведским подводным лодкам. Она будет оснащена модифицированной воздухонезависимой силовой установкой Стирлинга и технологией GHOST (Genuine HOlistic STealth), что сделает подводную лодку чрезвычайно тихой. Лодка будет выдерживать значительные ударные нагрузки от подводных взрывов, и сможет «запускать и поднимать на борт транспортные средства» через свои торпедные аппараты. Надстройка подводной лодки в основном будет построена из того же материала, который использовался при постройке корветов типа Visby.
Доступны три варианта лодки: прибрежный, океанический и океанический увеличенной дальности. Существует экспортный вариант, оснащённый установкой вертикального пуска на 18 крылатых ракет Tomahawk.

## Заказы
25 февраля 2010 года Kockums AB подписала контракт со Шведским управлением материально-технического снабжения (FMV) на проектирование подводной лодки следующего поколения. Генеральный директор Kockums Ола Альфредссон заявил: «Это важный первый шаг не только для Kockums, но и для шведских вооружённых сил в целом. Теперь мы сможем сохранить наши позиции на переднем крае подводных технологий, что жизненно важно в свете текущих угроз».
Королевский военно-морской флот Норвегии проявил интерес к проекту и в будущем может приобрести несколько подводных лодок. Согласно Kockums AB заказы предполагалось выполнить до конца 2010 года.
11 апреля 2010 г. министр обороны Швеции Стен Толгфорс объявил о планах приобретения двух новых подводных лодок, которые будут введены в строй в 2018—2019 годах вместо двух подводных лодок типа Södermanland. В планы также входила программа модернизации двух подводных лодок типа Gotland. Позже могут быть заказаны дополнительные подводные лодки для замены Gotland, однако это произойдёт не ранее 2020 года.
16 июня 2010 года парламент Швеции разрешил правительству закупить две новые подводные лодки. Представители Kockums заявили, что строительство двух подводных лодок A26 создаст около 170 рабочих мест.
Первую подводную лодку планировалось заложить к концу 2012 года, но по состоянию на 2013 год ни одна подводная лодка ещё не заказана. В сентябре 2013 года было объявлено, что реализация проекта отложена из-за проблем со строительством, и первая подводная лодка будет готова не раньше 2020 года

### Отмена заказа и альтернативы
27 февраля 2014 года Шведское управление материально-технического снабжения (FMV) отменило свои планы по заказу подводной лодки A26 у Kockums. Согласно FMV, новый владелец Kockums, немецкая компания ThyssenKrupp отказалась разрешить Швеции разделить расходы с любой другой страной, что сделало подводную лодку слишком дорогой. Вместо этого Швеция обратилась к Saab. Saab планировал нанять многих инженеров-подводников Kockums, если компания получит заказ на новую подводную лодку. В результате Saab нанял высокопоставленных сотрудников из Kockums и выпустил пресс-релиз о том, что компания ищет сотрудников для своего военно-морского подразделения. В письме в Управление материально-технического снабжения Швеции глава немецкого морского подразделения ThyssenKrupp доктор Ханс Ацподиен просил FMV помешать Saab нанимать ключевой персонал из Kockums. 2 апреля 2014 года правительство Швеции официально прекратило все переговоры о сделке с ThyssenKrupp.
14 апреля 2014 года около 200 сотрудников покинули Thyssen Krupp и перешли в Saab, и сообщалось, что Saab и Thyssen Krupp начали переговоры о продаже Kockums.. В июне 2014 года Thyssen Krupp согласился продать Kockums компании Saab.
22 июля 2014 года было объявлено, что Saab купил Kockums у Thyssen Krupp за 340 миллионов шведских крон. Новая компания получила название SAAB Kockums.
12 сентября 2014 года Saab Kockums предложила ВМС Австралии вариант подводных лодок водоизмещением 4000 тонн, известный как тип 612, для замены устаревших лодок типа Collins, однако вместо этого был выбран вариант DCNS, основанный на классе Shortfin Barracuda.
В декабре 2014 года было объявлено о соглашении между Saab и Damen Shipyards о совместной разработке и строительстве подводных лодок следующего поколения на основе конструкции Type 612. Изначально предполагалось заменить четыре подводные лодки типа Walrus, которые в будут использоваться Королевским флотом Нидерландов до 2025 года.
Во время посещения Kockums 30 июня 2015 года министр обороны Швеции Петер Хултквист объявил, что будут заказаны две подводные лодки стоимостью 8,2 миллиарда шведских крон ($867 млн). Две подлодки будут переданы ВМС Швеции в 2024 и 2025 года.
Подводные лодки A26 Blekinge были предложены ВМС Польши в качестве возможного выбора для программы модернизации «Orka», которая должна быть внедрена к 2025 году. 29 августа 2021 года Шведское Управление материальных средств обороны (FMV) заказало ещё две подводные лодки типа Blekinge.

## Состав серии
| Название       | Заложен            | Спущен | В строю               | Статус                 |
| -------------- | ------------------ | ------ | --------------------- | ---------------------- |
| HSwMS Blekinge | 4 сентября 2015 г. |        | Ожидается к 2024 году | В стадии строительства |
| HSwMS Сконе    |                    |        | Ожидается к 2025 году | В стадии строительства |